# Hagström

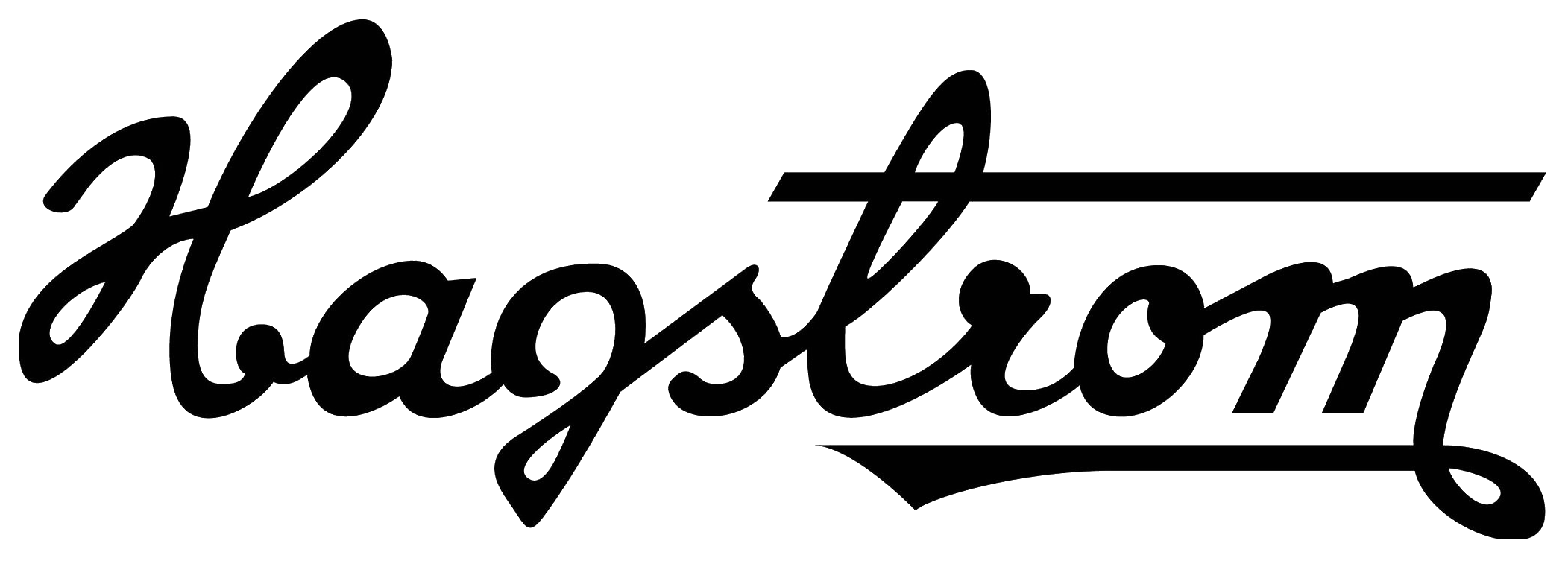
Hagsröm logo.

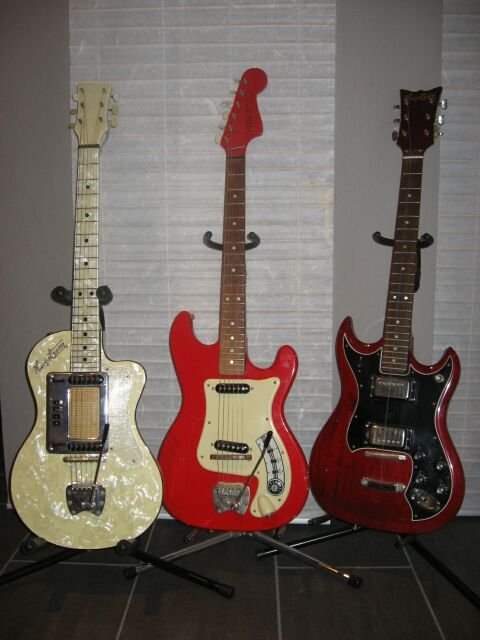
Drie generaties Hagström gitaren

Hagström is een producent van muziekinstrumenten in Älvdalen, Zweden. Het bedrijf begon bij oprichting in 1925 met het importeren van accordeons. Vanaf 1932 ging Hagström zelf accordeons produceren. Later bouwde het bedrijf ook tal van andere muziekinstrumenten en toebehoren. Hagström is vooral bekend geworden door de bouw van elektrische gitaren en versterkers, en was het eerste bedrijf dat acht-snarige basgitaren maakte.
In 2005 hervatte de firma de productie van Hagström-gitaren, die nu in licentie in de Verenigde Staten en in China worden gemaakt.
Onder anderen Elvis Presley, Pat Smear, Noel Redding, Frank Zappa, Nick McCarthy, Jimi Hendrix, en Mathias Farm gebruikten instrumenten van Hagström.